# Парламентарни избори в Северна Корея (2003)
Парламентарните избори в Северна Корея през 2003 г. са единадесети избори за Върховно събрание и са проведени на 3 август.
Всички избрани народни представители са част от Демократичен фронт за обединение на отечеството. Избирателната активност е 99,9%.

## Резултати
| Коалиция                                        | Партия                         | Гласове | %     | Места |
| ----------------------------------------------- | ------------------------------ | ------- | ----- | ----- |
| Демократичен фронт за обединение на отечеството | Корейска работническа партия   |         | 100,0 | 687   |
| Общо                                            | Общо                           |         | 100   | 687   |
| Регистрирани гласове/активност                  | Регистрирани гласове/активност |         | 99,9  | –     |